# The Heroin Diaries Soundtrack
The Heroin Diaries Soundtrack è il primo album in studio del gruppo musicale hard rock Sixx:A.M., progetto fondato da Nikki Sixx dei Mötley Crüe. Il disco è uscito nel 2007.

## Tracce
Testi e musiche di James Michael, DJ Ashba e Nikki Sixx tranne dove indicato.
1. X-Mas in Hell – 2:10 (musica: Nikki Sixx, DJ Ashba)
2. Van Nuys – 3:52 (musica: James Michael)
3. Life Is Beautiful – 3:36 (musica: Sixx, Ashba, Michael)
4. Pray for Me – 4:14 (musica: Sixx, Ashba, Michael)
5. Tomorrow – 4:05 (musica: Sixx, Scott Stevens, Michael, Ashba, David Walsh)
6. Accidents Can Happen – 4:07 (musica: Sixx, Ashba, Michael)
7. Intermission – 2:20 (musica: Sixx, Ashba)
8. Dead Man's Ballet – 5:25 (musica: Michael)
9. Heart Failure – 4:58 (musica: Sixx, Ashba, Michael)
10. Girl with Golden Eyes – 4:20 (musica: Sixx, Ashba, Michael)
11. Courtesy Call – 4:41 (musica: Michael)
12. Permission – 4:14 (musica: Michael)
13. Life After Death – 3:00 (musica: Sixx, Ashba)

## Formazione
- Nikki Sixx - voce, basso
- James Michael - voce, chitarra, tastiere, batteria, programmazioni
- DJ Ashba - chitarra, cori

## Classifiche
| Classifica (2007) | Posizione raggiunta |
| ----------------- | ------------------- |
| Stati Uniti       | 62                  |